# 1973 Colocolo
1973 Colocolo eller 1968 OA är en asteroid i huvudbältet som upptäcktes den 18 juli 1968 av den båda chilenska astronomerna Carlos R. Torres och S. Cofré på Cerro El Roble. Den har fått sitt namn efter Colocolo, en hövding bland Mapuchefolket.
Asteroiden har en diameter på ungefär 26 kilometer.